# Bull Lake, Turner Township
Bull Lake är en sjö i Kanada.   Den ligger i distriktet Sudbury och provinsen Ontario, i den sydöstra delen av landet, 400 km väster om huvudstaden Ottawa. Bull Lake ligger 322 meter över havet.
I omgivningarna runt Bull Lake växer i huvudsak blandskog. Trakten runt Bull Lake är nära nog obefolkad, med mindre än två invånare per kvadratkilometer.